# Convenção Batista de Camarões
A Convenção Batista de Camarões (em inglês:   Cameroon Baptist Convention) é uma associação cristã evangélica de Igrejas batistas nos Camarões. Ela é afiliada à Aliança Batista Mundial. A sede está localizada em Bamenda.

## História
A convenção tem sua origem em uma missão britânica da Sociedade Missionária Batista em Bimbia (Limbe (Camarões)) em 1843, liderado pelo missionário jamaicano Joseph Merrick. Em 1845, o missionário inglês Alfred Saker e sua esposa chegaram a Douala.  Em 1931, a administração da missão foi assumida pela Conferência Batista Norte-Americana.  Em 1954, a Convenção Batista de Camarões foi oficialmente fundada.  De acordo com um censo da associação, em 2023 ela disse que tinha 1,535 igrejas e 228,507 membros. 

## Escolas
A convenção tem 19 escolas primárias, 12 escolas secundárias afiliadas. 
Possui também 4 institutos de formação profissional. 
Tem um instituto teológico afiliado, o Seminário Teológico Batista de Camarões, fundado em 1947 em Ndu (Noroeste (Camarões)). 

## Serviços de Saúde

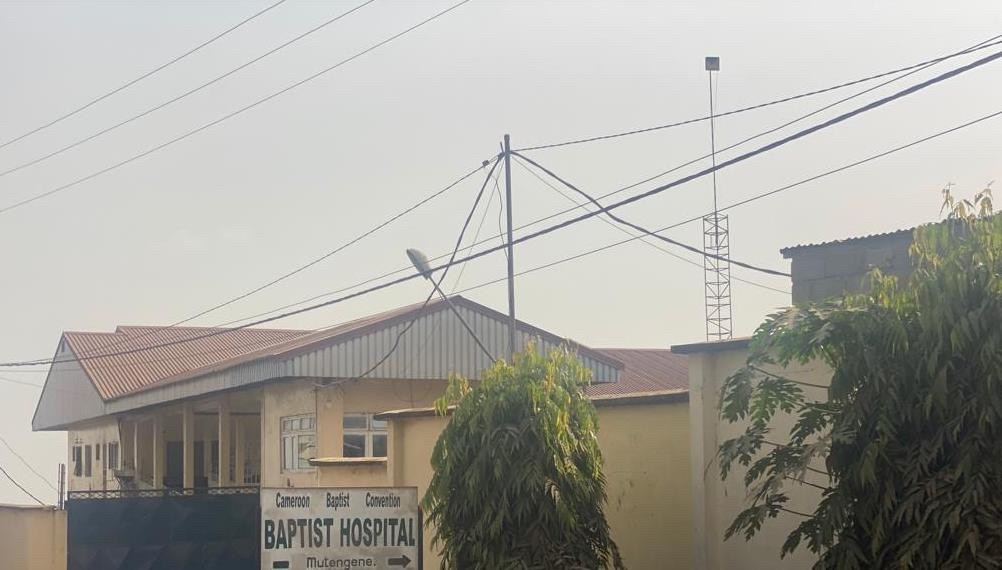
Baptist Hospital Mutengene (Tiko), membro da Convenção.

A convenção conta com 8 hospitais e 34 centros de saúde, reunidos nos Serviços de Saúde da Convenção Batista de Camarões. 